# حزب امانت

دفتر مرکزی حزب امانت (نور اوتان) در آستانه

حزب امانت با نام قبلی نور اوتان (نور وطن) حزب سیاسی حاکم در قزاقستان با بیش از ۷۶۲۰۰۰ عضو است. این حزب از سال ۱۹۹۹ تا ۲۰۲۰ تخت رهبری نورسلطان نظربایف رئیس‌جمهوری پیشین قزاقستان بود. اما در سال ۲۰۲۲ حزب با ریاست ارلان قوشانوف رهبری می‌شود.
تحت رهبری ۲۱ ساله نورسلطان نظربایف، رئیس‌جمهور پیشین، یعنی سال ۱۹۹۹ تا ۲۰۲۰ حزب امانت به‌طور مداوم در تمامی انتخاباتهای ریاست جمهوری و پارلمانی ملی قزاقستان پیروز شده بود، اگرچه مخالفان در این مورد تردید داشته و این برنده شدن با به دلیل تفلب و فقدان مخالفان و امکان فعالیت اپوزسیون مربوط می‌دانند.
هسته اولیه این حزب در ۱۲ فوریه ۱۹۹۹ توسط نخست‌وزیر سابق سرگئی ترشچنکو و نورسلطان نظربایف، پس از ادغام چندین حزب مانند: اتحادیه خلق اتحاد قزاقستان، جنبش لیبرال قزاقستان و جنبش "برای قزاقستان - ۲۰۳۰" به عنوان اوتان (قزاقستان) به معنی وطن تأسیس شد. پس از آن، اوتان در نهایت احزاب دیگری مانند حزب دموکرات، حزب تعاونی مردم، آسار و اخیراً احزاب مدنی و ارضی را در سال ۲۰۰۶ جذب کرد تا به بزرگ‌ترین حزب تبدیل شود و جایگاه حزب قدرت را به دست آورد. در همان سال در دسامبر، اوتان به نور اوتان تغییر نام داد. در انتخابات پارلمانی سال ۲۰۰۷، نور اوتان تمام کرسی‌های مورد مناقشه مجلس نمایندگان را به دست آورد و هیچ حزب دیگری تا سال ۲۰۱۲ در پارلمان باقی نماند.
امانات به عنوان یک حزب محافظه کار، فراگیربا شکل حکومت استبدادی در نظر گرفته شده است که توسط شعب خود در سراسر کشور عمل می‌کند و این حزب در تمام ۱۶ بخش اداری قزاقستان و همچنین ۲۴۱ دفتر محلی حاضر است. حزب امانت خود را حزبی می‌داند که اصلاحات در امور اداری، تنوع اقتصادی، دولت لیبرال، حاکمیت قانون و منافع ملی را ترویج می‌کند.  

## تاریخچه
حزب امانت در دوران فعالیت خود که با نام‌های اوتان و نور اوتان شناخته می‌شد سه دبیرکل داشته است: نورسلطان نظربایف، قاسم جومارت توکایف، ارلان قوشانوف

### دوران نظربایف (۱۹۹۹–۲۰۲۲)
ریشه‌های حزب امانت به اکتبر ۱۹۹۸ برمی گردد، زمانی که ستاد عمومی حمایت از نامزد ریاست جمهوری قزاقستان در آن سال یعنی نظربایف در انتخابات ۱۹۹۹ تشکیل شد. این ستاد توسط نخست‌وزیر سابق سرگئی ترشچنکو اداره می‌شد. اندکی پس از پیروزی مجدد رئیس‌جمهور نورسلطان نظربایف در انتخابات ریاست جمهوری سال ۱۹۹۹ تصمیم گرفته شد که کارکنان حاضر در ستاد انتخاباتی فعالیت خود را متشکل کرده و این مجموعه به حزب سیاسی وطن یا به قزاقی «اوتان» تبدیل شوند که متعاقباً این حزب به صورت رسمی در ۱۲ فوریه ۱۹۹۹ به ثبت رسید.

#### کنگره مؤسس و آغاز فعالیت‌های حزبی
اولین کنگره مؤسس حزب در تاریخ ۱ مارس ۱۹۹۹ در آلماتی برگزار شد. در این کنگره حدود ۴۰۰ نماینده شرکت کردند. از این تعداد نزدیک به نیمی در بخش‌های دولیت شاغل بودند. (۱۸۷نفر) در این کنگره حزب با حمایت از نورسلطان نظربایف او را به عنوان رئیس حزب منصوب کرد. اگرچه بر اساس قانون اساسی ترشچنکو به عنوان رئیس موقت و خود نظربایف به عنوان رهبر واقعی حزب انتخاب شدند.
نظربایف در سخنرانی خود در کنگره در خصوص برنامه‌ها و حزب اش چنین گفت:
"این کشور می‌تواند نسبتا بدون دردسر از چالش‌های دنیای مدرن جان سالم به در برده و فقط باید اقتصاد داخلی، ثبات سیاسی داخلی را تقویت کند، فقط تحکیم مدنی و همبستگی. در این راستا، من امید ویژه ای به حزب سیاسی در حال ایجاد امروز دارم، که تصمیم گرفتیم آن را کلمه "اوتان" (سرزمین پدری) بنامیم. نکته اصلی این است که حزب از پایین ایجاد شده است، به ابتکار آن هزاران داوطلبی که از نامزدی من برای ریاست جمهوری در تمام شهرک‌های کشورمان حمایت کردند.»
در این کنگره، چندین حزب طرفدار نورسلطان نظربایف مانند: اتحاد خلق اتحاد قزاقستان، جنبش لیبرال قزاقستان، حزب دموکراتیک و برای قزاقستان-۲۰۳۰ با اوتان ادغام شدند. در ۲۳ آوریل ۱۹۹۹، حزب دوباره در وزارت دادگستری ثبت شد.

#### دوران گسترش ۱۹۹۹–۲۰۰۶
اوتان (حزب امانت) برای اولین بار در انتخابات پارلمانی سال ۱۹۹۹ با ۵۴ نامزد از مناطق تک نفره و ۱۸ نامزد از فهرست حزبی برای پارلمان شرکت کرد. این حزب ۲۳ کرسی از ۷۷ کرسی را با ۳۰٫۹ درصد آرا به همراه اکثریت مستقل‌ها و همکاران سیاسی وابسته به گروه پارلمانی حزب به دست آورد. در ۱۴ دسامبر ۱۹۹۹، دفتر مجلس قزاقستانف گروه پارلمانی اوتان را با ۳۹ نماینده مجلس ثبت کرد که شامل ۱۳ سناتور و ۲۶ عضو مجلس بود. با فرمان دفتر شورای سیاسی حزب، کوانیشبک بولتایف به عنوان رئیس فراکسیون و اورازالینوف ش.ا. به عنوان معاون انتخاب شدند.
در ۲۰ آوریل ۲۰۰۱، در سومین کنگره سراسری، نظربایف با تأیید عملکرد حزب اعلام کرد: «حزب تجربه کاری خوبی کسب کرده و در طول سال‌های گذشته نشان داده است که به نام خود عمل می‌کند و می‌تواند برای تقویت دولت، تحکیم جامعه، حفاظت از منافع شهروندان تلاش کند.»
در چهارمین کنگره فوق‌العاده که در ۹ نوامبر ۲۰۰۲ برگزار شد، منشور حزب اوتان دچار اصلاحات شده و برنامه توسعه کسب و کارهای کوچک و متوسط برای سال‌های ۲۰۰۳–۲۰۰۵ جهت ارایه در دولت و پارلمان تصویب شد. نظربایف سه موضوع اصلی دستور کار کنگره را اعلام کرد که عبارتند از: مشکلات مدرنیزاسیون سیاسی، بهبود نظام سیاسی، توسعه بیشتر اقتصاد و بر این اساس، حل برنامه‌های اجتماعی، مشکلات مربوط به امنیت فرد، جامعه، دولت.
نظربایف پیشنهاد کرد که اوتان باید یک حزب میانه‌رو بربنیاد سوسیال دموکرات باشد. به دنبال این اعلان دو حزب تعاونی خلق قزاقستان و حزب سیاسی جمهوری‌خواه کارگر با اوتان ادغام شدند. در آن زمان، اوتان ۷۰۰۰ سازمان اصلی حزبی در تمام ۲۰۶ دفتر منطقه ای و شهری و ۱۶ شعبه داشت. ۱۶۶۰ عضو حزب به عضویت مجامع منطقه ای، شهری و منطقه ای درآمده بودند.
در کنگره حزب اوتان که در ۱۵ ژوئن ۲۰۰۴ برگزار شد، نورسلطان نظربایف اعلام کرد که «وحدت شرط اصلی رفاه مردم و کشور ما است.» وادعا کرد که نامزدهای حزب اوتان برای انتخابات پارلمانی تنها شش درصد از کل ۱۷۵۵ نامزد نامزد انتخابات پارلمانی سال ۲۰۰۴ را تشکیل می‌دهند. اگرچه در نتایج نهایی در انتخابات پارلمانی سال ۲۰۰۴ قزاقستان، این حزب ۶۰٫۶ درصد آرای مردمی و ۴۲ کرسی از ۷۷ کرسی را به دست آورد که ۳۵ کرسی از مناطق تک نفره بود و به اکثریت در مجلس تبدیل شد. ژرماخان تویاکبای، رئیس مجلس و یکی از وفاداران حزب، پس از انتقاد از دولت مبنی بر تقلب در انتخابات به نفع حزب، از عضویت خود در اوتان چشم پوشی کرد و از سمت خود به عنوان رئیس مجلس استعفا داد. تویاک بای در نهایت به اپوزیسیون پیوست و با رقابت با نظربایف در انتخابات ریاست جمهوری سال ۲۰۰۵، ائتلاف برای یک قزاقستان عادلانه را رهبری کرد.
در ۹ سپتامبر ۲۰۰۵، هشتمین کنگره فوق‌العاده حزب اوتان با حضور رهبر حزب و رئیس دولت نورسلطان نظربایف برگزار شد. در این کنگره برای اولین بار، نمایندگان نظربایف را رسماً به عنوان نامزد ریاست جمهوری معرفی کردند. این حزب ادعا کرد که قصد دارد تمام نیروهای مدنی و سیاسی کشور را بر سر برنامه حمایت از نظربایف متحد کرده و فرصت‌های جدیدی را برای تکمیل اصلاحات سیاسی اعلام شده توسط اوفراهم کند. همچنین حزب متعهد شد که برنامه‌های نظربایف را اجرایی کند. برنامه‌هایی که شامل احیای روستاهای روستایی، توسعه تولیدات کشاورزی، صنایع داخلی، مشاغل کوچک و متوسط بود.